# Назарова Маргарита Петрівна
Маргари́та Петрі́вна Наза́рова (нар. 26 листопада 1926 — пом. 25 жовтня 2005) — радянська співачка та кіноактриса, дресирувальниця тигрів, артистка цирку, народна артистка РРФСР (1969).

## Біографія
Дитинство Маргарити Назарової пройшло в місті Царське Село (нині місто Пушкін) під Санкт-Петербургом.
Перед війною Назарови переїхали до Даугавпілса. Під час німецько-радянської війни Маргарита була відправлена на примусові роботи до Німеччини. Спочатку дівчина служила прислугою в багатому домі в Гамбурзі, а потім виступала в місцевому кабаре танцівницею.
З Німеччини Маргарита Назарова повернулася до Латвії. Мама й обидві її сестри залишилися живі, а батько під час війни пропав безвісти. Голодний і холодний час в Даугавпілсі Назарови ледве пережили. Дізнавшись, що Даугавпілський театр приймає на роботу всіх, хто хоч щось уміє робити на сцені, Маргарита Назарова стала виступати в кордебалеті. Вийшла заміж за колегу і згодом директора театру Костянтина Костянтиновського. Незабаром Костянтин і Маргарита поїхали вступати до циркового училища в Москві.
У 1954 році вона знялася (дублером Людмили Касаткіної) у фільмі «Приборкувачка тигрів». Серйозної травми їй завдав тигр Пурш — Назарова зазнала розриву скроневої артерії.
Дублером Маргарита Назарова також знімалася у фільмі «Небезпечні стежки». Потім у 1961 році у фільмі «Смугастий рейс» виконала головну роль, що принесла їй всесоюзну славу.
У 1957 році брала участь у культурній програмі VI міжнародного фестивалю молоді і студентів у Москві.
В останні роки Маргарита Назарова жила в Нижньому Новгороді. 25 жовтня 2005 року померла у бідності й самотності у своїй нижегородській квартирі.
Похована на Федяковському кладовищі Нижнього Новгорода (Кстовський район Нижегородської області, поблизу села Федяково).

### Пам'ять
Долі дресирувальниці присвячений російський телесеріал «Маргарита Назарова», що побачив світ у 2016 році.
У грудні 2017 року ім'ям Маргарити Назарової названий цирк Нижнього Новгорода.

## Родина
- Чоловік — Костянтин Костянтиновський (1920—1970)
- Син — Олексій Костянтиновський (нар. 09.04.1960 р.) — дресирувальник. Після того, як помер батько, а мати відійшла від цирку, поїхав до Франції. Зараз живе в Європі, одружився з російською артисткою Ольгою Страховою (нар. 30.06.1963 р.);
- Онука — Маргарита Наскінова (Костянтиновська) (нар. 25.01.1985 р.), працює в цирку, виступає з кішками, зміями, також вона повітряна гімнастка. Одружена з болгарином Стояном Мітковим-Наскіновим (нар. 27.01.1985 р.);
- Правнучка від онуки Маргарити — Катерина (15.05.2010 р.);
- Правнук від онуки Маргарити — Євген (29.05.2009 р.);
- Онук — Костянтин Костянтиновський (08.06.1989 р.) — повітряний гімнаст;
- Правнучка від онука Костянтина — Раїса (10.06.2012 р.).